# Xenorhina rostrata
Xenorhina rostrata är en groddjursart som först beskrevs av Méhely 1898.  Xenorhina rostrata ingår i släktet Xenorhina och familjen Microhylidae. IUCN kategoriserar arten globalt som livskraftig. Inga underarter finns listade i Catalogue of Life.